# Південний Чхунчхон

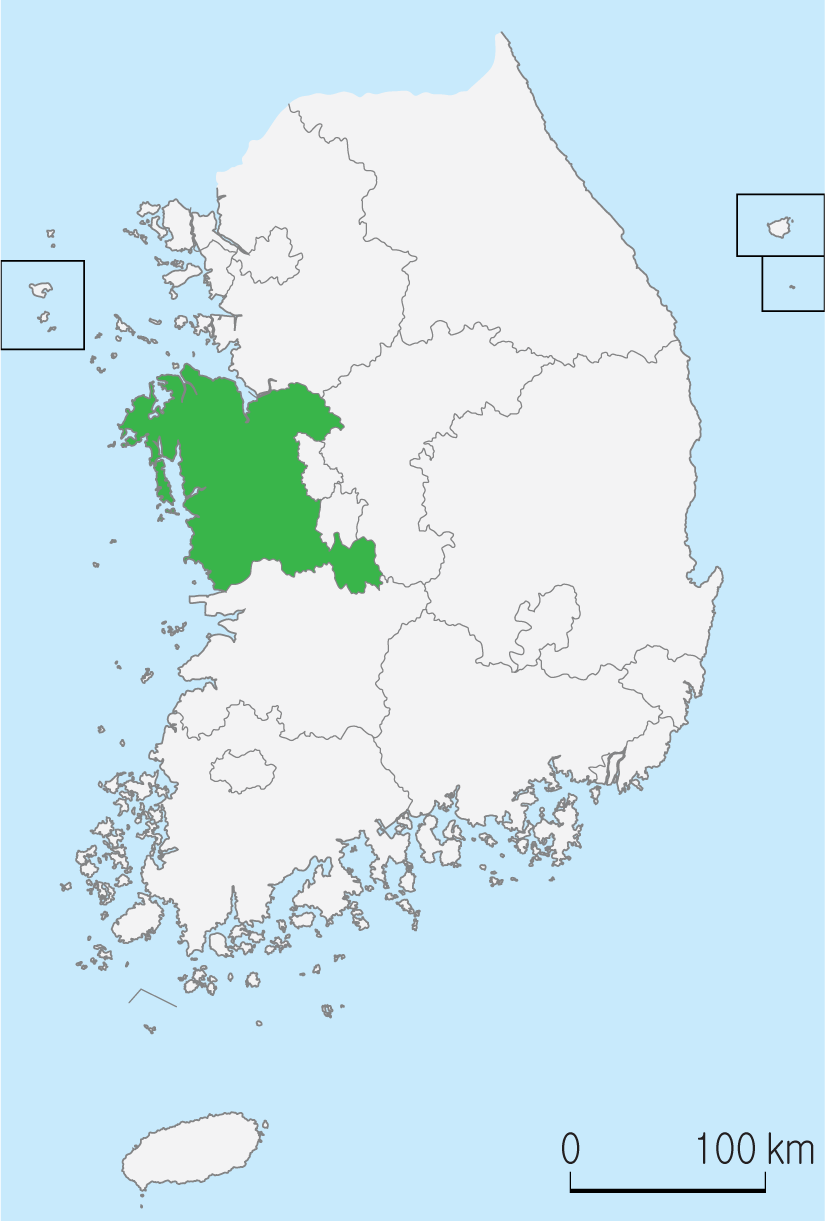
Південний Чхунчхон

Півде́нна прові́нція Чхунчхо́н (кор. 忠清南道, 충청남도, Чхунчхон-намдо) — провінція Республіки Корея. Розташована на заході Корейського півострова, на заході Республіки. Омивається водами Жовтого моря. Утворена 1896 року на основі західної частині історичної провінції Чхунчхон. Скорочена назва — Чхунчхон-Південь (кор. 忠南, 충남, Чхунам).